# 裸菀属
裸菀属（学名：Gymnaster）是菊科下的一个属，为多年生草本植物。该属共有约8种，分布于亚洲。